# JetBlue
JetBlue Airways Corporation, denumită și JetBlue, este o companie aeriană americană low-cost cu sediul central în Long Island City, în Queens, New York City. În principal o companie aeriană punct-la-punct, rețeaua JetBlue cuprinde șase orașe principale, inclusiv principalul hub de la Aeroportul Internațional John F. Kennedy din New York, cu destinații în America de Nord, America de Sud și Europa. Deși nu este membră a niciunei alianțe aeriene globale, JetBlue are acorduri cu companii aeriene de la Oneworld, SkyTeam și Star Alliance.